# Parlementaire enquête naar de Paspoortaffaire
De paspoortaffaire was in 1988 onderwerp van een parlementaire enquête in Nederland.
In 1984 werd gewerkt aan de invoering van een nieuw fraudebestendig (Europees) paspoort. De Staat der Nederlanden sloot een contract met het bedrijf KEP, een samenwerkingsverband van Kodak, Elba (een Schiedamse drukkerij) en Philips. KEP bleek in april 1988 niet in staat zijn verplichtingen na te komen.
In de parlementaire enquête werd de gang van zaken onderzocht die tot deze mislukking had geleid. Het ging daarbij onder meer om de wijze waarop de samenwerkingsovereenkomst tussen het ministerie van Buitenlandse Zaken en KEP tot stand was gekomen en om de totstandkoming van de kostprijs van het paspoort.
De enquête werd tussen juni en augustus 1988 gehouden op basis van een motie-Alders (PvdA). Voorzitter van de enquêtecommissie was de VVD'er Loek Hermans. De commissie concludeerde dat er in het besluitvormingsproces rond het nieuwe paspoort van alles mis was gegaan. Er werd aangedrongen op een beter beheersbaar paspoortbeleid. Met name de voortgangscontrole moest worden verbeterd.
Naar aanleiding van het rapport traden minister van Defensie Wim van Eekelen en staatssecretaris van Buitenlandse Zaken René van der Linden af. Ook het lot van minister van Buitenlandse Zaken Hans van den Broek heeft aan een zijden draadje gehangen. Zelfs is er even sprake geweest van een kabinetscrisis.

## Maatschappelijke context
De paspoortaffaire kent een lange voorgeschiedenis. Begin jaren tachtig van de 20e eeuw was een nog uit begin jaren vijftig daterend model paspoort in gebruik. Met dat model, ook wel het 'zwarte vod' genoemd, werd wereldwijd op grote schaal gefraudeerd. Vanaf 1983 voerde het ministerie van Buitenlandse Zaken met de toen nog niet geprivatiseerde Staatsdrukkerij overleg over een nieuw model. Ook werd in 1984 op Europees niveau afgesproken een gelijkluidend fraudebestendig model paspoort voor de EEG-lidstaten in te voeren.
De onderhandelingen met de Staatsdrukkerij kwamen onder druk te staan door de mogelijke privatisering van de drukkerij. Had de overheid daarvoor de plicht al haar drukwerk door de Staatsdrukkerij te laten verrichten, door een mogelijke privatisering zou die plicht komen te vervallen. Op 6 juni 1986 sloot de Nederlandse overheid een contract af met KEP, een speciaal voor het vervaardigen van het nieuwe, fraudebestendige paspoort opgerichte BV.

## De Tweede Kamer
Vanaf dat moment werd het paspoort kritisch door de Tweede Kamer gevolgd, met name door de PvdA'er Piet de Visser die daardoor de bijnaam Paspoortenpiet kreeg. Daarbij speelden twee zaken een rol: werd het paspoort inderdaad wel voldoende fraudebestendig en in het verlengde daarvan of het wel verstandig geweest was de opdracht niet aan de Staatsdrukkerij maar aan een derde te geven. Daarbij kreeg de Tweede Kamer ook genoeg van het steeds maar uitstellen van de invoering van het paspoort.
Eén en ander leidde ertoe dat de Tweede Kamer in 1987 aan de Algemene Rekenkamer vroeg te onderzoeken of er daadwerkelijk een fraudebestendig paspoort zou komen tegen een redelijke prijs. Het rapport van de Algemene Rekenkamer was kritisch, maar niet negatief. Het zou allemaal wel moeten lukken. Naar aanleiding van dit rapport stelde de Tweede Kamer de eis dat er een aantal fraudegevoeligheidstesten moesten worden uitgevoerd. Toen deze negatief uitvielen was de maat vol.

## Parlementair onderzoek
Tijdens een stevig debat op 27 en 28 april 1988 bleek bovendien dat de invoering opnieuw uitgesteld moest worden. De Tweede Kamer stelde een onderzoekscommissie in die moest uitzoeken hoe de feiten en verantwoordelijkheden lagen. Toen enkele ondervraagden medewerking weigerden zette de Tweede Kamer het onderzoek om in een enquête en de onderzoekscommissie in een enquêtecommissie. Daardoor moest iedereen wel meewerken en konden personen zelfs onder ede gehoord worden.

## Onderzoeksvragen
De enquête commissie kreeg de opdracht onderzoek te verrichten naar:
- de wijze waarop de samenwerkingsovereenkomst tussen het Ministerie van Buitenlandse Zaken en KEP tot stand kwam
- de totstandkoming van de kostprijscalculatie van het paspoort
- de ondernemingsstructuur van KEP
- de ontwikkelingen binnen KEP na het sluiten van de samenwerkingsovereenkomst
- de waarborgen waarmee de centrale paspoortbestandsadministratie zijn omgeven

Het onderzoek moest een aanvulling zijn op de uitkomsten van het rapport van de Algemene Rekenkamer.

## Het onderzoek
De commissie besloot de vragen vanuit vier invalshoeken te behandelen:
- inhoudelijk en technologisch (testprocedures, privacy-aspect, systeem en legitimatieplicht)
- juridisch (onderzoek en analyse van samenwerkingen, privatisering en ondernemingsstructuur)
- financieel (kostprijscalculatie, winstbestemming, inning en afdracht van leges)
- bestuurlijk (rol Tweede Kamer, besluitvorming overheid).

De openbare verhoren werden eind juni gehouden. In totaal werden 32 personen gehoord, waaronder (oud)-bewindslieden, ambtenaren en medewerkers van KEP BV.

## Conclusies
Op 29 augustus presenteerde de commissie haar verslag. Daarin velde zij een scherp oordeel over het beleid en op de uitvoering van het paspoortproject. Enkele conclusies:
- beleidsvorming was gebrekkig en uitvoering vaak chaotisch
- onvoldoende (bij)sturing vanuit het ministerie
- ontbreken van duidelijke uitgangspunten, eisen en toetsingsprocedures van paspoort en systeem
- verwaarlozing van financiële risico's voor de staat en burgers
- onduidelijkheden over afbakening taken en verantwoordelijkheden
- chaotische toetsing op fraudebestendigheid
- onvoldoende, onvolledige en onjuiste informatieoverdracht aan de Tweede Kamer
- rol van de Tweede Kamer was te incidenteel

## Aanbevelingen
De commissie deed nog de volgende aanbevelingen:
De Tweede Kamer zou erop toe moeten zien dat de regering zo snel mogelijk helderheid verschaft omtrent de gesignaleerde knelpunten die liggen op:
- continuïteit en kwaliteit van de productie van paspoorten en wat daarmee samenhangt
- eigendom, beheer en beschikkingsmacht over de paspoortbestandsadministratie
- effectiviteit van de financiële controle
- intern management van het ministerie van Buitenlandse Zaken

## Politieke betekenis

### Van Eekelen en Van der Linden
De parlementaire enquête had voor twee bewindslieden gevolgen.
Minister Van Eekelen (Defensie) en staatssecretaris Van der Linden (Buitenlandse Zaken) moesten ontslag nemen. Van Eekelen was in het vorige kabinet als staatssecretaris van Buitenlandse Zaken belast met het paspoort en zou zo aan de bron hebben gestaan van de misère en een offerte hebben aangevraagd zonder nauwkeurig wensen te formuleren.
Van der Linden die op dat moment het paspoortbeleid in portefeuille had, kreeg het verwijt dat hij de Tweede Kamer onjuist had voorgelicht met betrekking tot de gang van zaken rond het testen van het fraudebestendige paspoort.

### Van den Broek
Minister Van den Broek van Buitenlandse Zaken nam na het aftreden van Van der Linden het paspoortproject zelf in handen. In een brief van 6 september 1988 aan de Tweede Kamer gaf hij toe dat de uitvoering van het project beter had gekund en ook had gemoeten, maar hij nam afstand van de verwijten dat staat en burger schade zouden hebben geleden. Het de 'Tweede Kamer onjuist informeren' deed hij af als een misverstand.
Een uitspraak van Van den Broek in het televisieprogramma Den Haag Vandaag dat hij 'niet elke week voor de paspoortaffaire in de Kamer wilde verschijnen' viel ongelukkig in Tweede Kamer. Ook de eis van de minister dat hij het vertrouwen van de Kamer moest hebben om het project tot een goed einde te kunnen brengen werd hem niet in dank afgenomen.

### Kabinetscrisis?
Toen op 21 en 22 september 1988 tijdens een van de vele paspoortdebatten de oppositiepartijen PvdA en D66 via een motie Van den Broek vroegen zijn opstelling te herzien ontstond bijna een kabinetscrisis. Voorafgaand aan het debat had premier Lubbers het vertrouwen in minister Van den Broek al tot inzet gemaakt. Uiteindelijk bonden CDA en VVD toch in, omdat ze geen kabinetscrisis wilden riskeren. Maar de verhoudingen bleven daarna nog korzelig, omdat men vond dat de dreigementen van Lubbers buitenproportioneel waren geweest.
Toen in november 1988 bleek dat het paspoort de fraudegevoeligheidstesten nog steeds niet doorstond en daardoor de nieuwe overeengekomen opleveringsdatum wederom niet gehaald zouden worden verbrak Van den Broek het contract. KEP BV ging op 27 december failliet. Uiteindelijk werd toen gekozen voor een door de Staatsdrukkerij (SDU) ontwikkeld paspoort. De verantwoordelijkheid hiervoor kwam bij Binnenlandse Zaken terecht.

## Samenstelling enquêtecommissie
De samenstelling van de enquêtecommissie was als volgt:
- Loek Hermans (VVD) (voorzitter)
- Aad Kosto (PvdA)
- Frans Jozef van der Heijden (CDA)
- Maarten Engwirda (D66)